# Tap Roots
Tap Roots é um filme de guerra estadunidense de 1948 dirigido por George Marshall e produzido por Walter Wanger a partir de um roteiro de Alan Le May, baseado no romance de mesmo nome de 1942 de James H. Street. O filme é estrelado por Van Heflin e Susan Hayward com Boris Karloff, Julie London, Whitfield Connor, Ward Bond e Richard Long.

## Elenco
- Van Heflin ...Keith Alexander
- Susan Hayward ...Morna Dabney
- Boris Karloff ...Tishomingo
- Julie London ...Aven Dabney
- Whitfield Connor ...Clay McIvor
- Ward Bond ...Hoab Dabney
- Richard Long ...Bruce Dabney
- Arthur Shields ...Reverendo Kirkland
- Griff Barnett ...Dr. McIntosh
- Sondra Rodgers ...Shellie Dabney
- Ruby Dandridge ...Dabby
- Russell Simpson ...Big Sam Dabney
- Harry Cording ...Líder (sem créditos)
- Elmo Lincoln ...Sargento (sem créditos)

## Produção
A Universal filmou partes de Tap Roots nas Montanhas Great Smoky e nas Montanhas Azuis perto de Asheville, Carolina do Norte. O Hollywood Reporter noticiou que a MGM emprestou Van Heflin para fazer o filme. Uma versão para o rádio com Heflin, Susan Hayward e Richard Long reprisando seus papéis no cinema, foi transmitida pelo Lux Radio Theatre em 27 de setembro de 1948.